# Stanislav I. ze Szczepanowa
Svatý Stanisław I. ze Szczepanowa (kolem 1030 podle tradice Szczepanów – 11. dubna 1079 Krakov) byl polský katolický biskup a mučedník, v letech 1072–1079 biskup krakovský. Zemřel v kostele sv. Michala ve Skalce, kde jej při mši vlastní rukou zavraždil polský král Boleslav II. Smělý. Je patronem krakovské i řady dalších diecézí a celého Polska, kde patří k nejuctívanějším svatým.

## Život
Po studiích v Hnězdně, belgickém Lutychu a možná i v Paříži se vrátil do Polska, kde se stal kanovníkem krakovské katedrály. Roku 1072 byl vysvěcen na krakovského biskupa. Postupně se vyostřoval jeho konflikt s polským králem Boleslavem II., kterého kritizoval za nemorální život a kterého posléze sv. Řehoř VII. exkomunikoval. Boleslav II. Stanislava 11. dubna 1079 zavraždil mečem v kostele sv. Michala ve Skalce u Krakova. Král se měl přihnat se žoldnéři a nakázat jim, aby vyvedli biskupa ven. Při jejich váhání vjel do kaple sám a rozpoltil Stanislavovi hlavu.
Stanislavovy ostatky byly později přeneseny do krakovské katedrály a 17. září 1253 byl papežem Inocencem IV. kanonizován. Roku 1979 proběhly velké vzpomínkové dny při příležitosti 900. výročí jeho úmrtí a v roce 2003 vzpomínky při příležitosti 750. výročí jeho svatořečení.
Znázorňován je vždy v biskupských pontifikáliích. Meč, který má u sebe, symbolizuje jeho mučednickou smrt. Mnohdy leží u jeho nohou vzkříšený mrtvý, kterého prý Stanislav přivedl před krále jako svědka zákonitého nabytí jistého církevního pozemku.

## Odkazy

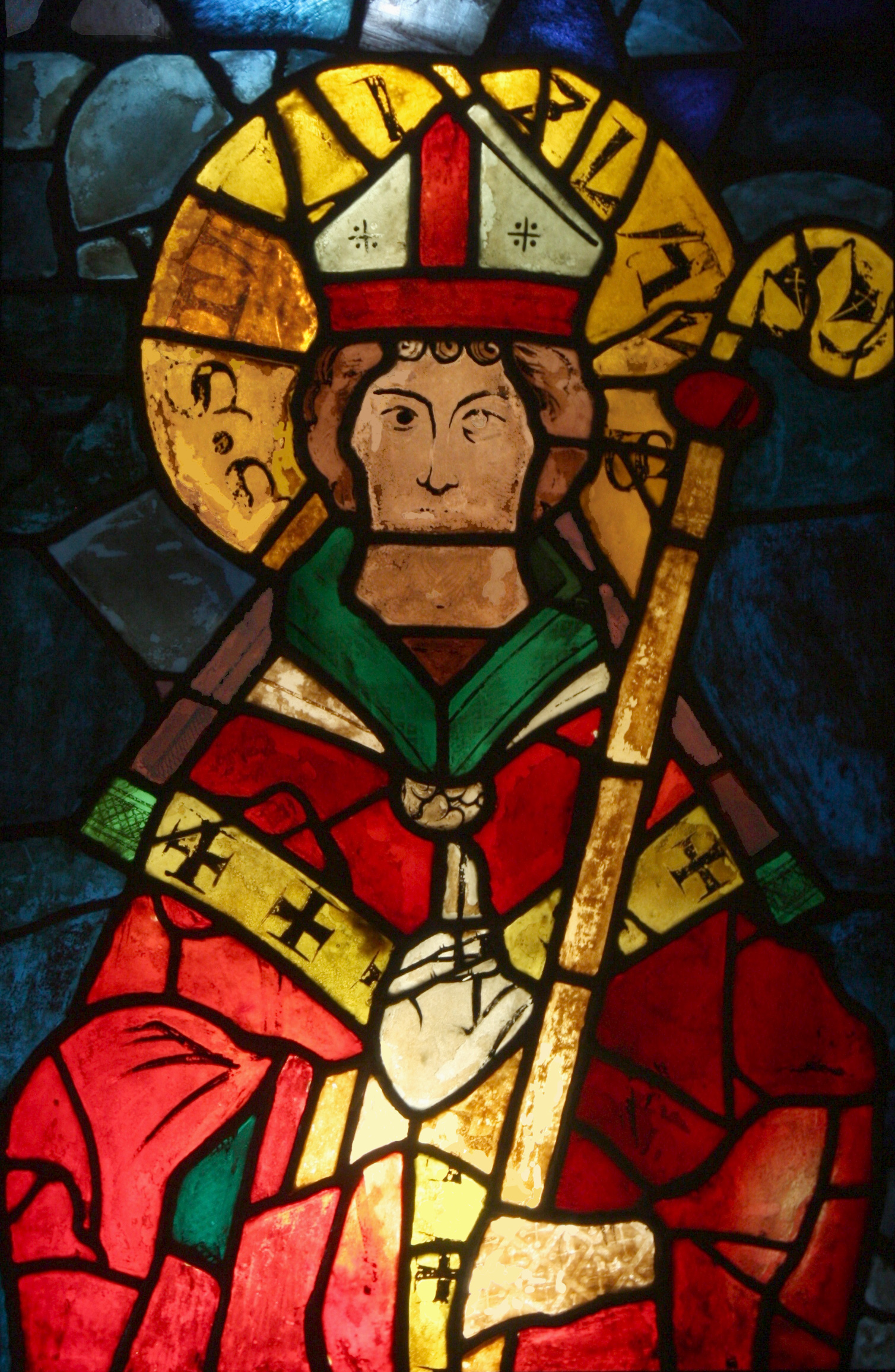
Vitráž zobrazující sv. Stanislava v Krakově